# Condylostylus chaineyi
Condylostylus chaineyi är en tvåvingeart som beskrevs av Grichanov 1998. Condylostylus chaineyi ingår i släktet Condylostylus och familjen styltflugor. Inga underarter finns listade i Catalogue of Life.